# آغني تشبليتي
آغني تشبليتي مواليد 1 ديسمبر 1995 في بانيفيزيس، ليتوانيا، هي لاعبة كرة مضرب ليتوانية وتحتل حالياً المرتبة 1294 (7 مارس 2016) في تصنيف رابطة محترفات كرة المضرب. أعلى تصنيف لها في الفردي كان 1090. أعلى تصنيف لها في الزوجي كان 748.

## النهائيات

### الزوجي (1–1)
| الحصيلة | الرقم | التاريخ        | الدورة         | الأرضية | الشريك            | المنافس                     | النتيجة  |
| ------- | ----- | -------------- | -------------- | ------- | ----------------- | --------------------------- | -------- |
| الفوز   | 1.    | 4 أغسطس 2014   | تلاوي، جورجيا  | ترابية  | يوستينا ميكالسكيت | إنديا ماجن لينكا وينروفا    | 6–1, 7–5 |
| الوصافة | 1.    | 15 سبتمبر 2014 | أنطاليا، تركيا | صلبة    | يوستينا ميكالسكيت | يومي ناكانو كوتومي تاكاهاتا | 1–6, 5–7 |

## روابط خارجية
- آغني تشبليتي على موقع رابطة محترفات التنس (الإنجليزية)
- آغني تشبليتي على موقع الاتحاد الدولي لكرة المضرب (الإنجليزية)
- آغني تشبليتي على موقع كأس بيلي جين كينغ (الإنجليزية)
- آغني تشبليتي على موقع خلاصة التنس.كوم (الإنجليزية)